# Tricassa deserticola
Tricassa deserticola là một loài nhện trong họ Lycosidae.
Loài này thuộc chi Tricassa. Tricassa deserticola được Eugène Simon miêu tả năm 1910.